# Crocidura harenna
Crocidura harenna е вид бозайник от семейство Земеровкови (Soricidae). Видът е критично застрашен от изчезване.

## Разпространение
Разпространен е в Етиопия.